# Geositta antarctica
A Geositta antarctica a madarak (Aves) osztályának verébalakúak (Passeriformes) rendjébe és a fazekasmadár-félék (Furnariidae) családjába tartozó faj.

## Rendszerezése
A fajt Christian Ludwig Landbeck német ornitológus írta le 1880-ban.

## Előfordulása
Dél-Amerika déli részén, Argentína és Chile területén honos. Természetes élőhelyei a mérsékelt övi, szubtrópusi és trópusi gyepek és cserjések.

## Megjelenése
Testhossza 16 centiméter, testtömege 34-40 gramm.

## Életmódja
Ízeltlábúakkal táplálkozik, de néha magvakat is fogyaszt.

## Természetvédelmi helyzete
Nagy az elterjedési területe, egyedszáma stabil. A Természetvédelmi Világszövetség Vörös listáján nem fenyegetett kategóriában szerepel a faj.